# Arcipretura di Santa Maria Assunta
L'arcipretura di Santa Maria Assunta è un edificio sacro che si trova a Rapolano Terme.

## Storia
Fu consacrata nel 1646, ma della primitiva costruzione si conserva soltanto il ricco prospetto architettonico a colonne binate in finto porfido dell'altare maggiore.
L'attuale configurazione, di recente pienamente recuperata, risale agli anni precedenti il 1830, anno di inizio di lunghi e radicali lavori. Fra le opere d'arte, la venerata immagine della Madonna del Latte, attribuita al pittore trecentesco Paolo di Giovanni Fei; due tondi a olio su tavola, cinquecenteschi, la Vergine annunciata e l'Angelo annunziante; la bella tela seicentesca dell'Assunta; un piccolo Crocifisso ligneo quattrocentesco; e la Madonna che porge il Bambino a Santa Francesca Romana, attribuito all'artista seicentesco Deifebo Burbarini.